# Parandaniexis dewitti
Parandaniexis dewitti is een vlokreeftensoort uit de familie van de Stegocephalidae. De wetenschappelijke naam van de soort is voor het eerst geldig gepubliceerd in 1980 door Watling & Holman.